# Paul von Brandt
Paul von Brandt (* 6. Mai 1650 in Stargard; † 8. November 1697 in Wutzig) war ein kurbrandenburgisch-preußischer Generalmajor.

## Leben

### Herkunft
Paul war Angehöriger des brandenburgischen Adelsgeschlechts Brandt und ein Sohn des kurbrandenburgischen Geheimrats, neumärkischen Kanzler und Direktors der neumärkischen Amtskammer, sowie Erbherrn auf Hermsdorf und Wutzig, Christian von Brandt († Mai 1663) und der Gertrud von Rühlicke aus dem Hause Gralow. Seine Brüder waren Christoph von Brandt (1630–1691), kurbrandenburgisch-preußischer Diplomat und Staatsmann, Ludwig von Brandt (1640–1711), kurbrandenburgisch-preußischer Geheimer Rat und Kanzler der Neumark, Eusebius von Brandt (1642–1706), kurbrandenburgisch-preußischer Präsident des Oberappellationsgerichts, sowie Hofmeister von den Königinnen Elisabeth und Sophia Charlotte, Wilhelm von Brandt (1644–1701), kurbrandenburgisch-preußischer Generalleutnant, Gouverneur zu Küstrin und Wirklicher Geheimer Kriegsrat und Friedrich von Brandt, kurbrandenburgisch-preußischer Geheimer Rat und Gesandter.

### Militärkarriere
Brandt war ab 1682 kurbrandenburgischer Oberstleutnant. Am 28. August 1684 ernannte ihn Kurfürst Friedrich Wilhelm zum Kommandanten von Driesen. In dieser Stellung erfolgte am 22. Februar 1687 seine Beförderung zum Oberst. Als solcher erhielt er 1691 von Friedrich III. den Auftrag, ein Regiment zu fünf Kompanien für das ungarische Hilfskorps zu errichten. Er nahm dann 1691/92 am Feldzug gegen die Türken teil. Für seine Leistungen wurde Brandt am 21. Juni 1692 zum Generalmajor der Kavallerie ernannt. Außerdem erhielt er ein Geschenk von 2000 Talern.
Brandt war Herr auf Wutzig, Gralow und Pollychen.

### Familie
Brandt hatte 1679 Henriette Katharina von Somnitz aus dem Hause Grumsdorf (1657–1712), Tochter des Lorenz Christoph von Somnitz geheiratet. Aus der Ehe gingen mehrere Kinder hervor. U.a.:
- Christian (1684–1749), preußischer Minister ⚭ 1717 Luise Wilhelmine von der Groeben (1699–1782)
- Anna Charlotte (1691–1752)

⚭ Melchior von Brummsee († 1712), preußischer Oberst
⚭ Egidius Ehrentreich von Sydow, preußischer General der Infanterie
- Ernst Ludwig  († nach 1684), Besitzer von Gut Ehrenberg, Kreis Pyritz